# ويتلاند (كاليفورنيا)
ويتلاند (بالإنجليزية: Wheatland)‏ هي إحدى مدن مقاطعة يوبا، كاليفورنيا. تم إعطاءها لقب مدينة في 23 أبريل، 1874.

## المناخ
يظهر الجدول التالي التغييرات المناخية على مدار السنة لويتلاند:
| البيانات المناخية لـويتلاند                                                 | البيانات المناخية لـويتلاند | البيانات المناخية لـويتلاند | البيانات المناخية لـويتلاند | البيانات المناخية لـويتلاند | البيانات المناخية لـويتلاند | البيانات المناخية لـويتلاند | البيانات المناخية لـويتلاند | البيانات المناخية لـويتلاند | البيانات المناخية لـويتلاند | البيانات المناخية لـويتلاند | البيانات المناخية لـويتلاند | البيانات المناخية لـويتلاند | البيانات المناخية لـويتلاند |
| الشهر                                                                       | يناير                       | فبراير                      | مارس                        | أبريل                       | مايو                        | يونيو                       | يوليو                       | أغسطس                       | سبتمبر                      | أكتوبر                      | نوفمبر                      | ديسمبر                      | المعدل السنوي               |
| --------------------------------------------------------------------------- | --------------------------- | --------------------------- | --------------------------- | --------------------------- | --------------------------- | --------------------------- | --------------------------- | --------------------------- | --------------------------- | --------------------------- | --------------------------- | --------------------------- | --------------------------- |
| الدرجة القصوى °ف (°م)                                                       | 76 (24)                     | 83 (28)                     | 89 (32)                     | 97 (36)                     | 105 (41)                    | 113 (45)                    | 111 (44)                    | 112 (44)                    | 113 (45)                    | 104 (40)                    | 89 (32)                     | 79 (26)                     | 113 (45)                    |
| متوسط درجة الحرارة الكبرى °ف (°م)                                           | 55 (13)                     | 62 (17)                     | 68 (20)                     | 75 (24)                     | 83 (28)                     | 91 (33)                     | 97 (36)                     | 96 (36)                     | 90 (32)                     | 80 (27)                     | 65 (18)                     | 56 (13)                     | 77 (25)                     |
| المتوسط اليومي °ف (°م)                                                      | 48 (9)                      | 53 (12)                     | 57.5 (14.2)                 | 64.5 (18.1)                 | 71.5 (21.9)                 | 79 (26)                     | 78 (26)                     | 79.5 (26.4)                 | 78 (26)                     | 68 (20)                     | 58 (14)                     | 48 (9)                      | 65.3 (18.6)                 |
| متوسط درجة الحرارة الصغرى °ف (°م)                                           | 39 (4)                      | 43 (6)                      | 46 (8)                      | 49 (9)                      | 55 (13)                     | 60 (16)                     | 64 (18)                     | 62 (17)                     | 59 (15)                     | 52 (11)                     | 45 (7)                      | 40 (4)                      | 51 (11)                     |
| أدنى درجة حرارة °ف (°م)                                                     | 20 (−7)                     | 23 (−5)                     | 26 (−3)                     | 32 (0)                      | 38 (3)                      | 45 (7)                      | 50 (10)                     | 45 (7)                      | 47 (8)                      | 32 (0)                      | 27 (−3)                     | 17 (−8)                     | 17 (−8)                     |
| المصدر: http://www.weather.com/weather/wxclimatology/monthly/graph/USCA0608 |                             |                             |                             |                             |                             |                             |                             |                             |                             |                             |                             |                             |                             |